# Pangkal Pinang

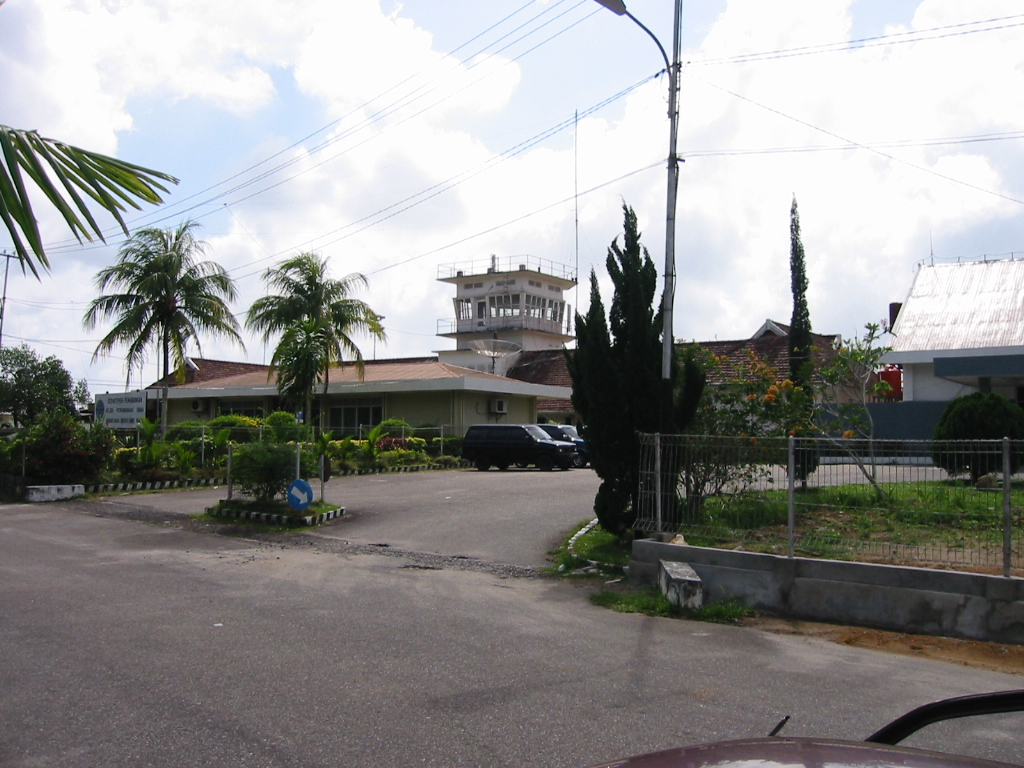
Sân bay Pangkal Pinang

Pangkal Pinang là đô thị lớn nhất trên đảo Bangka của Indonesia và là thủ phủ của tỉnh Bangka-Belitung. Thành phố này nằm bờ bờ đông của Bangka tại tọa độ 2°8′N 106°7′Đ / 2,133°N 106,117°Đ. Thành phố có các địa điểm nổi bật như Viện bảo tàng Timah, ngôi đền của người Hoa và bãi biển Pasir Padi.
Pangkal Pinang có dân số năm 1990 là 108.411 người và năm 2005 là 134.082 người. Dân số chủ yếu là người Mã Lai và một phần là người gốc Hoa đến từ tỉnh Quảng Đông, nói phương ngữ Khách Gia.
Thành phố này là một trong những cảng chính ở biển Java. Nơi đây xuẩ khẩu thiếc, hạt tiêu, cá. Thành phố này cũng có ngành đóng tàu biển, đánh cá. 